# Südwestkirchhof Stahnsdorf
Il Südwestkirchhof Stahnsdorf è un cimitero paesaggistico del 1909 sito in Stahnsdorf nel Brandeburgo. Venne realizzato con la deposizione dell'evangelico Sinodo di Berlino (Berliner Stadtsynodalverband) e come cimitero pubblico per i quartieri di Charlottenburg e Schöneberg. Prima della salita al potere di Adolf Hitler, il cimitero aveva anche spazio per le tombe ebraiche.
Il cimitero comprende una superficie di 206 ettari ed è quindi uno dei più grandi in Europa, persino più grande degli attuali cimiteri parigini. In Germania solo il Cimitero di Ohlsdorf ad Amburgo è più grande.

## Storia
I primi lavori per la realizzazione del cimitero risalgono al 1908, con l'iniziale costruzione di una cappella; nel 1991 venne anche realizzata una chiesa, decorata con legno norvegese, vernice sul muro, finestre colorate in stile liberty ed un organo di Wilhelm Sauer. Questa chiesa non ha mai tenuto funzioni funerarie o altre funzioni religiose, ma solo alcuni eventi musicali.
Il cimitero venne ampiamente utilizzato durante e dopo la prima guerra mondiale, per le sepolture di militari italiani e britannici. Esiste, inoltre, un memoriale ai soldati tedeschi caduti nella Grande guerra.
In seguito, il cimitero venne notevolmente ampliato tra il 1938 ed il 1940.
Dopo la seconda guerra mondiale, venne limitato l'utilizzo del cimitero da parte dei residenti di Charlottenburg e Schöneberg, confinati a Berlino Ovest, a partire dal 17 giugno 1953.
Dopo la caduta del Muro di Berlino, il cimitero divenne di gestione della Chiesa evangelica di Berlino, Brandeburgo e Slesia Alta Lusazia.

## Natura
Il cimitero giace a tutt'oggi sotto una foresta con circa 200.000 alberi ed il basso utilizzo negli anni dopo la seconda guerra mondiale ha portato uno sproporzionato aumento della vegetazione, che fornisce un habitat  ricco di flora e fauna.

## Personalità sepolte

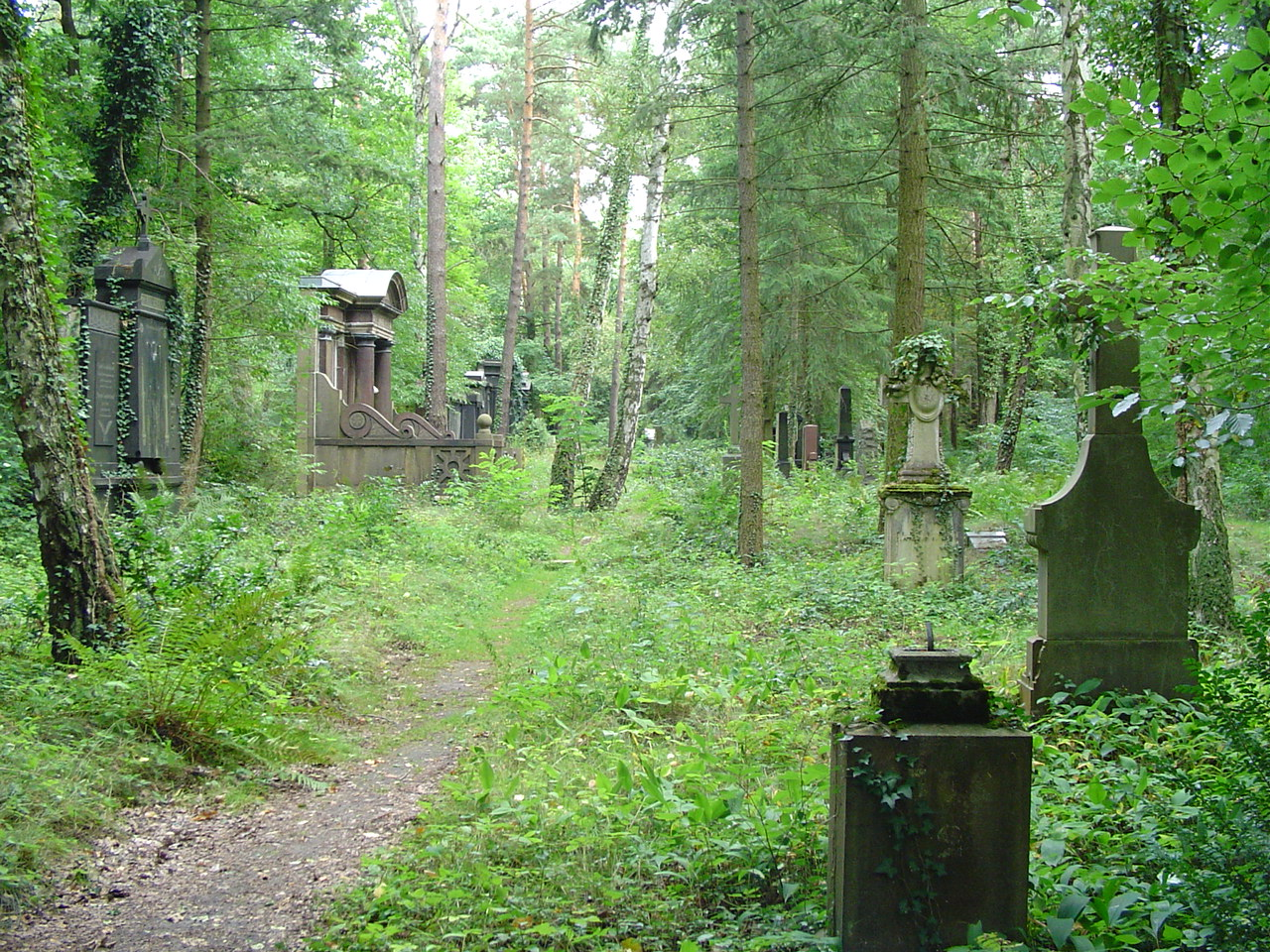
Lapidi risalenti al 1938-1940.

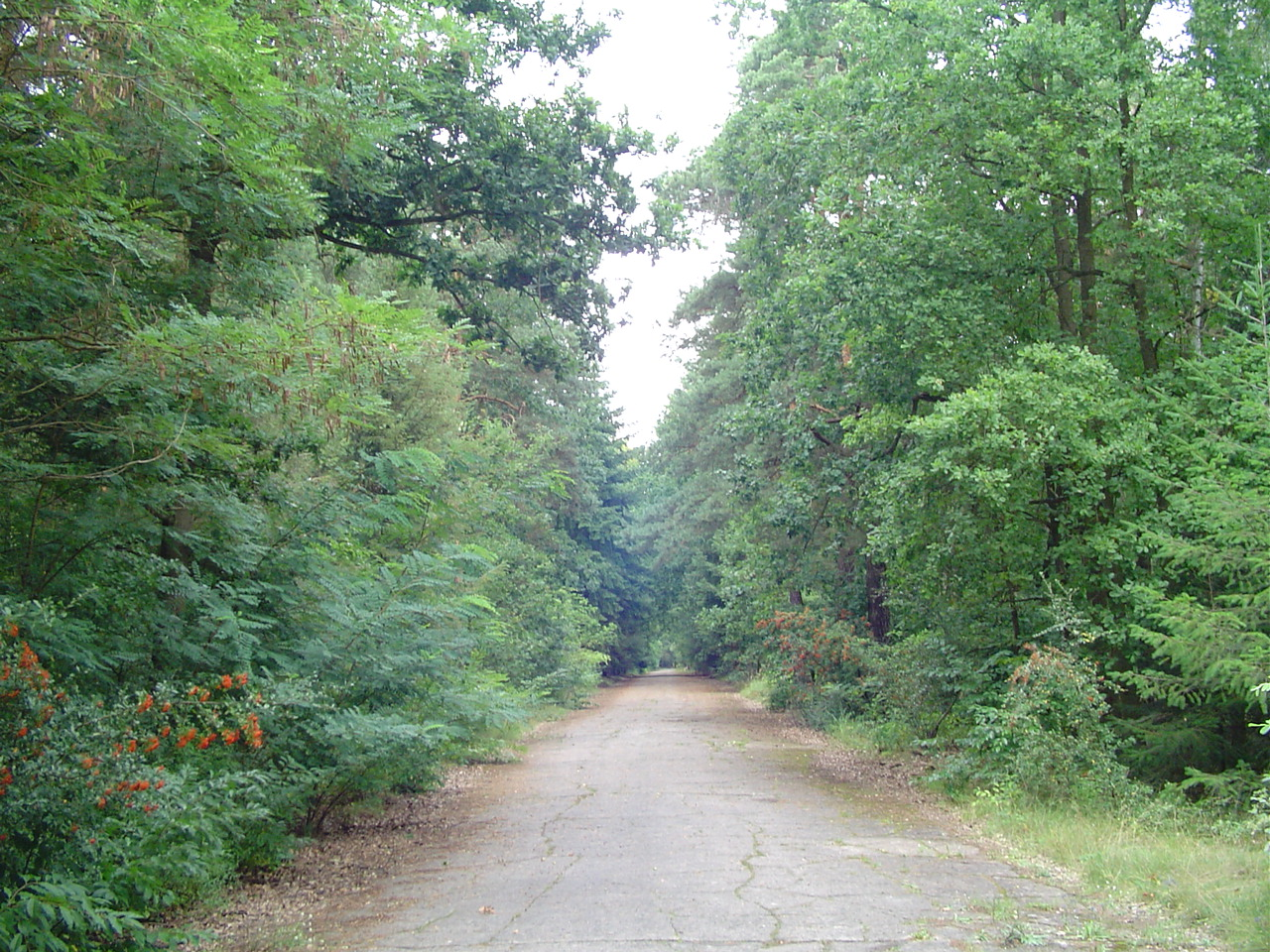
Sentiero che taglia il cimitero.

- Adolf Bastian
- Wilhelm von Bezold
- Rudolf Breitscheid
- Hugo Conwentz
- Lovis Corinth
- Hugo Distler
- Reinhold Felderhoff
- Joachim Gottschalk
- Wilhelm Groener
- Walter Gropius senior
- Engelbert Humperdinck
- Siegfried Jacobsohn
- August Krönig
- Otto Graf Lambsdorff
- John Henry Mackay
- Friedrich Wilhelm Murnau
- Eilert Adelsteen Normann
- Elisabeth von Plotho
- Ferdinand von Richthofen
- Carl Friedrich von Siemens
- Werner von Siemens
- Meta Wolff
- Heinrich Zille